# Threecastles Castle
Threecastles Castle (irisch Caisleán Bhaile na dTrí Chaisleán) ist die Ruine eines Tower House bei Blessington im irischen County Wicklow. Sie gilt als National Monument.

## Beschreibung
Threecastles Castle ist ein dreistöckiges Tower House mit rechteckigem Grundriss. Ein Treppenturm springt an der Nordostecke hervor. Ursprünglich gab es auch noch einen Anbau auf der Westseite des Tower House, was man aus den Überresten des Tonnengewölbes an dieser Stelle schließen kann. Eine weitere Gewölbedecke hat das obere Geschoss. Im 1. Obergeschoss liegen ein offener Kamin und ein Aborterker. Die Mauern sind 1,2 – 1,5 Meter dick und mit Granitwerkstein verkleidet. Die Burg steht an einem Osthang über einer Furt des Flusses Liffey.

## Geschichte
Die Geschichte der Niederungsburg ist nicht klar, aber man denkt aufgrund ihres Namens, dass es mehr als eine Burg in diesem Townland gegeben hat. Der Standort einer der anderen beiden Burgen geht aus einer Ordnance-Survey-Karte aus dem 19. Jahrhundert hervor, den Standort der dritten Burg kennt man nicht. Threecastles Castles wurde vermutlich im 16. Jahrhundert für den damaligen Lord Deputy of Ireland, Gerald FitzGerald, 8. Earl of Kildare, erbaut. Dort fanden in den 1500er-Jahren eine Reihe von Schlachten statt. Einige denken aber auch, dass der Name der Burg bedeute, dass diese drei Teile gehabt habe.